# 博斯沃思 (英國國會選區)

選區在拉特蘭和萊斯特郡的位置

博斯沃思（英語：Bosworth），英國國會一郡選區，位於萊斯特郡西部，包括欣克利-博斯沃思大部。
本區始設於1885年。早期是自由黨的選區，1970年以後是保守黨的選區。工黨人士曾經任當區議員達廿五年。2010年大選中保守黨的大衛·特倫迪尼克以42.6%選票成功連任。